# Janthinea divalis
Janthinea divalis là một loài bướm đêm trong họ Noctuidae.